# Modèle de l'Union européenne Strasbourg
 (mai 2019).
Le modèle Union Européenne Strasbourg (MEUS) est la simulation du processus législatif de l'Union européenne organisée par BETA France. Il a été lancé au printemps 2007 par un groupe d'étudiants universitaires et réunit environ 180 jeunes venant du monde entier au siège du Parlement européen à Strasbourg, en France.

## Conférence

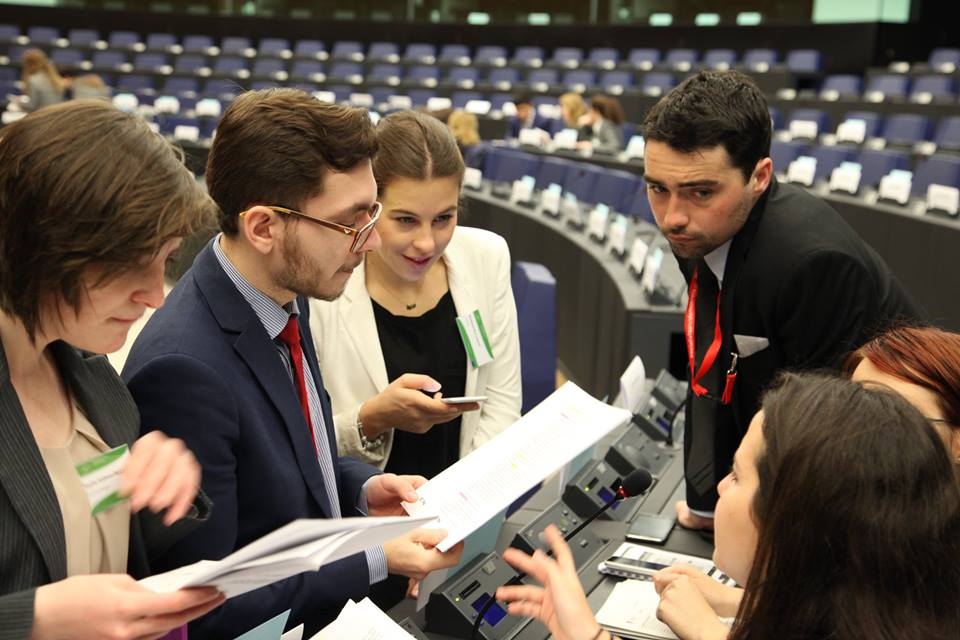

Le modèle Union Européenne Strasbourg est une simulation de politique et des procédures législatives de l'Union européenne. Il comporte généralement deux propositions législatives de directive ou de règlement, sélectionnés par l'équipe organisatrice chaque année en fonction de l'importance et de l'actualité des sujets. 
Les participants sont divisés en députés européens, ministres du Conseil de l'Union européenne, interprètes, journalistes et lobbyistes afin de négocier la directive ou le règlement en fonction de leurs intérêts. 
Tout au long de la semaine, les participants discutent, débat, négocient et tentent de parvenir à un compromis sur les propositions données. Ceci est réalisé en suivant exactement les mêmes procédures que les députés européens suivent dans le cadre du Parlement européen. Ainsi, la conférence a lieu dans le bâtiment du Parlement européen à Strasbourg, en France. 
En outre, le modèle Union Européenne édite un journal qui couvre non seulement la procédure législative, mais fournit également des interviews avec les parties prenantes et des informations générales. L'équipe de journalistes de chaque édition choisit le nom du journal et toute l'équipe contribue à un numéro quotidien du journal. De plus, une conférence de presse a lieu quotidiennement au cours de laquelle les journalistes peuvent poser des questions. Cela est non seulement utile pour les journalistes, mais permet également à toutes les parties prenantes de suivre l'évolution des négociations dans les deux chambres.

## Équipe organisatrice

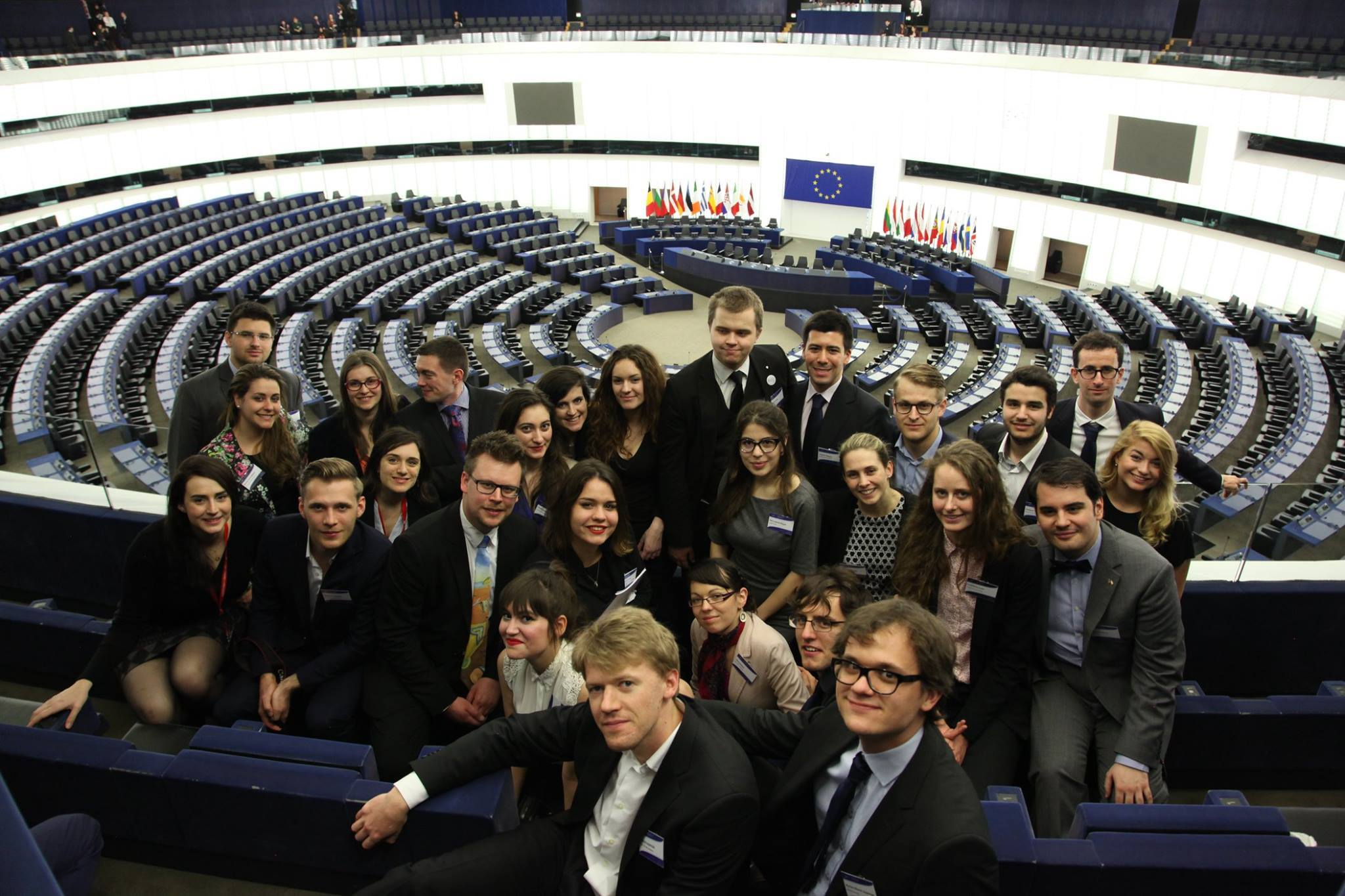
Équipe organisatrice du MEUS 2016.

Chaque année, la conférence est organisée par un groupe différent de jeunes de nationalités et d’origines différentes, qui contribuent volontairement à la conférence par équipes ayant un certain domaine de compétence. 
L’équipe organisatrice est sélectionnée en premier lieu par le directeur général et le directeur général adjoint de MEUS chaque année, nommés par la BETA France (Association Bringing Europeans Together) principal organisateur du modèle d’Union Européenne Strasbourg depuis 2018 : jusqu’en 2017, le modèle Union Européenne Strasbourg était organisé par BETA e. V. 
L'équipe organisatrice de la version 2018 est composée de 60 volontaires de plus de 25 pays.

## BETA France
L'association Bringing Europeans Together Association France (BETA France) est une association à but non lucratif politiquement indépendante basée à Strasbourg, en France. Elle est apparue comme une organisation sœur de BETA e. V.. L’association vise à permettre à tous les jeunes de s’engager dans une Europe diversifiée, connectée et inclusive. 